# اوتاوا (کانزاس)
اوتاوا (به انگلیسی: Ottawa) شهری در ایالت کانزاس کشور ایالات متحده آمریکا است که جمعیت آن در سرشماری سال ۲۰۱۰ میلادی، ۱۲٬۶۴۹ نفر بوده‌است.